# ادغام افقی
ادغام افقی یا یکپارچگی افقی (به انگلیسی: Horizontal Integration) در کسب‌وکار یک استراتژی می‌باشد که در آن شرکتی، شرکت‌های تولیدی رقیب خود را خریده و تحت مالکیت خود در می‌آورد. برای نمونه یک شرکت تولیدکننده مواد غذایی که در یک صنعت فعالیت می‌کند را تصور کنید که یک کارخانه تولیدی دیگر، که در همان صنعت موردنظر فعال است را تصاحب می‌نماید.
هدف از این ادغام‌ها، افزایش انحصار و قدرت بازاری شرکت جدید است که گاه به کاهش رفاه مصرف‌کنندگان می‌انجامد. درحالی‌‌که منافع این ادغام گاهی بسیار است.
درپی کاهش رقابت، این استراتژی ممکن است با تغییر ساختار هزینه‌ای شرکت، شاهد افت قیمت محصول نیز باشیم. همچنین هزینه‌های تحقیق و توسعه نیز در شرایط جدید توجیه دارند. صرفه‌های مقیاس و گسترش بازارهای جدید و تنوع بیشتر محصولات از دیگر منافع این گونه ادغام هستند. هر چند در جهان موانع قانونی برای این گونه ادغام وجود دارد، اما پس از اطمینان از نبود آسیب به رفاه اجتماعی، اجازه آن را صادر می‌کنند.
این استراتژی، بیشتر در مواقعی توسط یک شرکت اتخاذ می‌گردد که زمینه‌ای که در آن فعالیت می‌نماید، روبه رشد باشد و آن صنعت سودآور بوده و در حال توسعه باشد.